# Wheeler County (Georgia)
Das Wheeler County ist ein County im Bundesstaat Georgia der Vereinigten Staaten. Der Verwaltungssitz (County Seat) ist Alamo.

## Geographie
Das County liegt im mittleren Südosten von Georgia und hat eine Fläche von 777 Quadratkilometern, wovon sechs Quadratkilometer Wasseroberfläche sind. Es grenzt im Uhrzeigersinn an folgende Countys: Montgomery County, Jeff Davis County, Telfair County, Dodge County, Laurens County und Treutlen County.

## Geschichte
Wheeler County wurde am 14. August 1912 als 146. County von Georgia aus Teilen des Montgomery County gebildet. Benannt wurde es nach Joseph Wheeler, einem konföderierten Kavallerie-General und späterem Offizier der US-Armee.

## Demografische Daten
Laut der Volkszählung von 2010 verteilten sich die damaligen 7421 Einwohner auf 2152 bewohnte Haushalte, was einen Schnitt von 2,54 Personen pro Haushalt ergibt. Insgesamt bestehen 2625 Haushalte.
70,6 % der Haushalte waren Familienhaushalte (bestehend aus verheirateten Paaren mit oder ohne Nachkommen bzw. einem Elternteil mit Nachkomme) mit einer durchschnittlichen Größe von 3,05 Personen. In 34,2 % aller Haushalte lebten Kinder unter 18 Jahren sowie in 28,8 % aller Haushalte Personen mit mindestens 65 Jahren.
21,2 % der Bevölkerung waren jünger als 20 Jahre, 31,9 % waren 20 bis 39 Jahre alt, 29,3 % waren 40 bis 59 Jahre alt und 17,4 % waren mindestens 60 Jahre alt. Das mittlere Alter betrug 38 Jahre. 61,7 % der Bevölkerung waren männlich und 38,3 % weiblich.
61,3 % der Bevölkerung bezeichneten sich als Weiße, 35,2 % als Afroamerikaner, 0,1 % als Indianer und 0,2 % als Asian Americans. 2,3 % gaben die Angehörigkeit zu einer anderen Ethnie und 0,8 % zu mehreren Ethnien an. 4,8 % der Bevölkerung bestand aus Hispanics oder Latinos.
Das durchschnittliche Jahreseinkommen pro Haushalt lag bei 27.779 USD, dabei lebten 27,4 % der Bevölkerung unter der Armutsgrenze.

## Orte im Wheeler County
Orte im Wheeler County mit Einwohnerzahlen der Volkszählung von 2010:
Cities:
- Alamo (County Seat) – 2797 Einwohner
- Glenwood – 747 Einwohner
- Helena – 2883 Einwohner
- Scotland – 366 Einwohner